# 인티파다
인티파다(영어: Intifada, 아랍어: انتفاضة)는 1987년부터 시작된 이스라엘에 대한 저항운동으로, 잔혹한 압제를 받는 팔레스타인인의 민중봉기이다.

## 제1차 인티파다

### 배경
팔레스타인 봉기가 발생하기 몇 주 전에 가자 지구에서 한 유대인이 팔레스타인 소녀를 총으로 살해했다. 살인자는 보석금을 내고 풀려났고, 1989년 9월 무죄판결이 내려졌다. 그가 석방되는 날 이스라엘 군인들이 아이들을 향해 발포해 다섯 명이 부상당했다. 이 사건에 대한 처리결과도 마찬가지였으며, 서방에는 이러한 사실들이 알려지지 않았다.
1987년 12월 8일 가자 지구의 난민캠프에 사는 4명의 청년이 이스라엘의 군용트럭에 깔려 죽은 사건을 계기로 봉기가 확대, 순식간에 이스라엘 점령하의 요르단강 서안 지구, 가자 지구를 석권, 장기화하는 이스라엘군의 주둔에 저항하는 인티파다로 발전했다.

### 영향
이 민중운동은 국제사회에 대해 장기점령 지배의 가혹한 실태를 호소하여 팔레스타인의 해방과 독립을 희구하는 메시지를 전했다.
1년 후인 1988년 11월 팔레스타인 해방 기구는 팔레스타인인의 국회에 해당하는 제19회 팔레스타인민족평의회(PNC)를 개최, 팔레스타인 전 국토의 해방을 겨냥한 종래의 운동 목표를 크게 전환시켜, 팔레스타인 가운데 77%를 점하는 이스라엘 국가의 존재를 처음으로 받아들이고, 이 유대국가 바로 옆에 나머지 23%를 차지하는 요르단강 서안 지구, 가자 지구를 영토로 하는 팔레스타인 국가의 출현을 목적으로 하는 '2국가 공존방식'의 실현에 착수했다.
인티파다라는 민중봉기에 편승해 자신을 얻은 팔레스타인 운동은 요르단강 서안 지구, 가자 지구 주민에 뿌리내린 현실적인 국가 만들기에 착수, 동예루살렘을 수도로 하는 팔레스타인 독립국가 안을 제시했는데, 이에 대한 세계적인 지지와 승인이 이어졌다. 그 중에서도 미국은 대 팔레스타인 정책의 전환을 이뤄, 다음 12월부터 그 동안 '테러조직'으로 평화 교섭의 대상으로 볼 수 없었던 PLO와 역사적인 대화를 개시했다.

### 중동 평화 시대
인티파다 운동이 장기화하고, 1990년 걸프전이 발발하면서 이라크를 지지한 PLO는 사우디아라비아 등 걸프만 산유국에서 대거 추방된 팔레스타인인으로 인해 재정이 파탄되는 등 조직 존망의 위기가 닥치고, 팔레스타인 해방기구는 1991년부터 1992년에 걸쳐 이스라엘과 전격 평화담판을 벌이게 되었다.
그 결과 1993년 9월 유대국가의 생존권 승인과 그 대가로 요르단강 서안 지구, 가자 지구에 5년간의 잠정자치를 단계적으로 도입하는 '잠정해결'을 위한 오슬로 합의(팔레스타인 자치 정부의 잠정설치에 관한 원칙선언)하게 되었다.
오슬로 협정에 따라 1994년 5월부터 5년간에 걸친 잠정자치가 시작되었고, 아라파트가 1994년 7월에 귀환하면서 인티파다의 종결을 선언한다.

## 제2차 인티파다

### 배경
5년간의 잠정자치 종료기한을 맞은 1999년 5월 자치교섭의 난상으로 최종해결이 이루어지지 않았다. 2000년 9월로 연장된 잠정자치시한을 눈앞에 둔 2000년 7월 미국 캠프 데이비드에서 바라크 수상과 아라파트 의장, 클린턴 대통령이 만났다.
그 결과 '팔레스타인 국가'는 비무장화하고, 영역은 가자 지구와 서안 전체의 90%를 넘지 않으며, 이스라엘 정착촌은 재편하여 블록을 형성하여 이스라엘 주권하에 두는 등 팔레스타인 주권을 대폭 제한하는 안이 제안되었다. 또한 동예루살렘의 팔레스타인 수도화와 팔레스타인 난민의 귀환도 어렵게 되었으며 결국 교섭은 결렬되었다.
이에 따라 2000년 9월 28일 평화협상을 반대하는 아리엘 샤론 전 국방장관은 동예루살렘 이슬람교 성지인 알 악사 모스크를 무장 호위병을 대동, 방문했다. 이를 본 팔레스타인 민중이 일제히 봉기했으며, 요르단강 서안 지구, 가자 지구의 주민과 팔레스타인 난민, 이스라엘에 사는 아랍인까지 합세하여 아랍과 이슬람 세계로 파급되었다.
더욱이 팔레스타인인들의 시위에 기름을 부은 것은, 2000년 9월 30일 가자지구의 내차림 정착촌 부근에서 아버지와 외출하였던 12살짜리 어린이인 무함마드 라미 알 두라 소년이 이스라엘군의 총격에 희생된 사건이다. 시위 군중과 이스라엘 보안군 사이에 갇힌 아버지와 아들이 살려달라고 애원하는 모습이 TV를 통하여 전 세계에 방영되었다. 아랍인과 전 세계는 이스라엘에 분노하였다.

### 영향
이스라엘 보안군은 인티파다를 막기위해 팔레스타인 자치지역을 재점령하였을 뿐 아니라, 아라파트 집무실을 포위하여 연금시키는 강경한 군사정책을 취하였다. 이로써 팔레스타인 경찰까지 민중봉기에 참여하여 준전쟁 상태로 발전하면서 요르단강 서안 지구와 가자 지구는 내전상태가 되었다. 팔레스타인 자치 정부는 기능을 상실하였으며 PLO의 급진세력인 PFLP(팔레스타인 민족해방전선), 하마스, 이슬람 지하드 등의 조직들은 민족의 전위 부대로 자살폭탄테러와 요인암살을 하면서 민족봉기를 자극했다.

## 같이 보기
- 팔레스타인
- 중동 전쟁
- 가자 지구
- 요르단강 서안 지구
- 자유 가자 운동